# De Generazione
Pour plus de détails, voir Fiche technique et Distribution.
De Generazione est un film collectif italien sorti en 1994. Le film est réparti en dix sketches chacun mis en scène par un réalisateur différent : Pier Giorgio Bellocchio, Marco et Antonio Manetti, Andrea Maulà, Alberto Taraglio, Alex Infascelli, Antonio Antonelli, Asia Argento, Andrea Prandstraller, Eleonora Fiorini, Alessandro Valori. 
Comme son titre le suggère, la plupart des réalisateurs sont des enfants de cinéastes et tous avaient moins de trente-cinq ans à l'époque. Le film s'inspire ouvertement de la série télévisée américaine La Quatrième Dimension (1959-1964).

## Synopsis
- Arrivano i nostri : Un réalisateur est attaqué par un groupe de jeunes à l'allure monstrueuse. Il tente de se défendre avec la statuette du prix David di Donatello, mais en vain.

- Consegna a domicilio : Francesca achète un coffre comme surprise pour l'anniversaire de Nicola et se fait livrer en dehors des heures de bureau. Cependant, elle doit s'absenter avant que le meuble n'arrive. Nicola rentre chez lui, ignorant tout de la situation. À l'heure prévue, le livreur se présente : c'est une brute difforme que Nicola prend pour un agresseur et qu'il tue avec un ustensile de cuisine, puis cache le corps dans le coffre. Lorsque Francesca revient, le livreur sort étonnamment du coffre et Nicola lui tire dessus avec un fusil de chasse.

- Just Another Vampire Story : Dan ramasse un homme appelé Boris, qui prétend être un vampire né au XVIIIe siècle. Boris lui explique que de nombreux mythes sur les vampires sont faux : il s'agit en fait d'une race extraterrestre qui s'est retrouvée sur terre par accident et qui est sur le point de s'éteindre. Au plus fort de la séduction, Dan se révèle être un vampire et attaque Boris.

- La TV fa male ai bambini : Les parents de la petite Milla dînent avec des amis. Alors que les adultes discutent de l'opportunité pour leurs enfants de regarder la télévision, Milla, restée seule à la maison, est attaquée par son téléviseur, possédé par un présentateur démoniaque qui veut l'effrayer à mort. Milla parvient à le chasser en détruisant le téléviseur. Mais le démon n'est pas mort.

- Vuoto a rendere : Dans une société où les gens sont marqués d'un numéro de série, Enrico est un employé mécontent qui s'apprête à subir une mystérieuse opération. Un soir, assis à table avec sa famille, il regarde une émission de télévision où l'on tire des numéros de matricule. Le dernier extrait est le sien : dès que le présentateur le ponctue, la tête d'Enrico explose.

- Prospettive : Une jeune fille dont on ne voit jamais le visage prend la place de son amie Andrea, dont le travail consiste à tenir un parasol de plage et dont l'uniforme se résume à un grand caleçon et un chapeau de cheminot. Mais le parasol s'envole et entraîne la jeune fille avec lui. Le psychologue de la jeune fille interprète symboliquement certains des éléments vus précédemment : une tour, le vent, le miroir, le chapeau de cheminot.

- Catene : Après une partie de football à cinq, un groupe d'amis décide de poursuivre la soirée. Au dernier moment, presque tout le monde se retire, à l'exception de Riccardo et Dario. Ces derniers se plaignent que les autres sont les succubes de leurs petites amies, qui les tiennent enchaînés comme des bêtes. Ils se rendent dans une discothèque remplie de femmes agressives qui portent des chaînes au lieu de colliers. Dario en prend une, qui lui met une chaîne autour du cou et l'emmène. Riccardo, quant à lui, se lie avec une fille charmante et douce. Mais au moment de quitter la discothèque, l'homme s'aperçoit qu'elle est également prête à l'enchaîner. Terrifié, il s'enfuit et rentre chez lui, où il se glisse sous les couvertures et s'enchaîne à une poupée Barbie.

- India 21 : Un chauffeur de taxi, à la fin de son service, trouve une mallette en cuir sur le siège arrière. Une voix désincarnée lui demande de l'apporter sur la Piazza Unità d'Italia à Trieste. L'homme est d'abord terrifié : il croit devenir fou. Puis, peu à peu, il accepte la situation absurde et conduit le passager invisible à destination, en essayant même d'être amical. Une fois arrivé à destination, la mallette disparaît et la voix s'évanouit. Le chauffeur de taxi ne se rend pas compte que la mallette est réapparue sur le trottoir. Le lendemain, les journaux annoncent la détonation d'une bombe sur la Piazza Unità d'Italia.

- Finalmente insieme : En rénovant leur maison, un couple malheureux fait d'horribles cauchemars : elle rêve de lui comme d'un monstre tuant son chat et le dévorant ; il rêve d'elle comme d'une infirmière infernale forant son crâne et aspirant son cerveau. Lors d'une panne de courant, ils en viennent aux mains et il tente de la violer ; mais dans la bagarre, une lourde bibliothèque les emporte tous les deux. Nous les retrouvons, visiblement blessés mais habillés, prenant cordialement le thé, assis à une petite table au milieu d'une vallée enneigée. Leurs gestes sont maladroits et chaque action de l'un provoque une blessure chez l'autre.

- Squeak! : Carlo est endetté jusqu'au cou. Désespéré et abandonné de tous, il est la cible d'une équipe de tournage composée de punks sans foi ni loi : Lorna, ingénieur du son et directeur de la photographie, Jason, acteur, et Hyena, réalisateur. Les trois veulent faire de Carlo la victime d'un snuff movie, mais l'homme est sauvé par sa sœur Alice, qui le cache dans un hangar désaffecté. Peu après, elle lui révèle qu'elle l'a enlevé pour le tuer. Au moment où elle s'apprête à le faire, l'équipage fait irruption. Une bagarre s'ensuit entre les cinéastes et Alice. Soudain, deux karatékas apparaissent, au service d'un mystérieux personnage en costume-cravate, lui aussi déterminé à tuer Carlo. Ce dernier parvient cependant à s'échapper grâce à l'aide de Lorna, qui est tombée amoureuse de lui. Ils se marient et s'enfuient ensemble.

## Fiche technique
- Titre original italien : De Generazione[3]
- Réalisation : Arrivano i nostri (Pier Giorgio Bellocchio), Consegna a domicilio (Marco et Antonio Manetti), Just Another Vampire Story (Andrea Maulà), La TV fa male ai bambini (Alberto Taraglio), Vuoto a rendere (Alex Infascelli), Catene (Antonio Antonelli), Prospettive (Asia Argento), India 21 (Andrea Prandstraller), Finalmente insieme (Eleonora Fiorini), Squeak! (Alessandro Valori)
- Scénario : David Nerattini, Luca Benedetti, Herbert Simone Paragnani (it), Alessandro Valori, Alberto Taraglio, Andrea Prandstraller, Andrea Maula, Alex Infascelli, Eleonora Fiorini, Pier Giorgio Bellocchio, Asia Argento, Antonio Antonelli, Marco et Antonio Manetti
- Photographie : Riccardo Pallottini (it)
- Montage : Federico Maria Maneschi
- Musique : Cinaski, Paolo Vignali, Daniel Bacalov, Sal Invictus, Angelo Talocci, Lory D, Giovanni Venosta, Federico Zampaglione
- Décors : Marta Zani, Roberto Feri, Stefania Scanci, Giancarlo Aymerich, Sara Ardovini, Luca Gobbi, Paola Riviello
- Costumes : Cinzia Lucchetti, Stefania Svizzeretto, Piera Marini, Monica Celeste, Fiore Argento, Enrica Barbano (it), Paolo Ferrari
- Production : Mauro Calevi, Antonio Azzalini
- Société de production : Notorius, Mox & Fox
- Pays de production :  Italie
- Langue originale : italien
- Format : 35 mm
- Genre : Comédie fantastique, épouvante
- Durée : 110 minutes
- Date de sortie : 
  - Italie : 1994 (MystFest)

## Distribution
dans tous les épisodes
- Paolo Bellizzomi

Arrivano i nostri
- Alessandro Haber : Réalisateur
- Marco et Antonio Manetti : Monstres
- Andrea Prandstraller : Monstre

Consegna a domicilio
- Gloria Sirabella : Francesca
- Alberto Rossi (it) : Nicola
- Giampaolo Genovesi :
- Asia Argento : Alessia

Just Another Vampire Story
- Stefano Abbati : Boris
- Cesare Bocci : Dan

La TV fa male ai bambini
- Pier Francesco Loche : Michele
- Claudia Pozzi : Nadia
- Marco Carlaccini : Anchorman
- Marialivia Lucernari : Milla
- Massimo De Lorenzo : Amedeo
- Pierpaolo Trezzini : Giulio
- Bianca Pesce : Luisa
- Valentina Corvi : Grazia

Vuoto a rendere
- Alessandro Haber : Enrico
- Francesco Dominedò : Le collègue d'Enrico
- Mariella Valentini : Femme d'Enrico
- Luigi Basagaluppi : Collègue d'Enrico
- Frankie hi-nrg mc : Nettoyeur
- Francesca Fago Fille cadette
- Natalia Bizzi : Fille aînée

Prospettive
- Asia Argento : Asia
- Mario De Candia (it) : Andrea
- Gabriele Paragona : Psychologue

Catene
- Corrado Guzzanti : Riccardo
- Simona Cavallari : Giulia
- Pietro Jona : Dario
- Francesca Antonelli : Ginny
- Gloria Sirabella : Michela
- Francesco Siciliano Luca
- Pietro Genuardi : Diego
- Carla Pampaloni : Michela
- Carla Pampaloni : Marzia
- Alessandro Fabrizi : Simone
- Morena De Pasquale
- Stefania Orlando

India 21
- Giorgio Tirabassi : Chauffeur de taxi
- Luca D'Ascanio : Client
- Gloria Sirabella : Client
- Alessandro Fabrizi : La Voix

Finalmente insieme
- Cesare Bocci : Agostino
- Maria Pia Calzone : Giulia

Squeak!
- Mario De Candia (it) : Carlo
- Asia Argento : Lorna
- Marco et Antonio Manetti : Hyène et Jason
- Francesca Romana De Martini : Alice
- Massimo Sarchielli : Giovanni
- Taiyo Yamanouchi : Karateka

## Production
Dans l'épisode Vuoto a rendere, le rappeur Frankie Hi-NRG MC fait une apparition en tant qu'homme de ménage. L'épisode est réalisé par Alex Infascelli, à l'époque réalisateur des premiers clips vidéo du rappeur.